# Seznam medailistů na mistrovství Evropy v běhu na 110 m překážek muži a 100 m překážek ženy
Toto je kompletní seznam medailistů v běhu na 110 m překážek na mistrovství Evropy v atletice mužů od roku 1934 do současnosti.

## Muži
| Rok  | Místo     | Zlato                            | Výkon vítěze                     | Stříbro                          | Bronz                            |
| ---- | --------- | -------------------------------- | -------------------------------- | -------------------------------- | -------------------------------- |
| 1934 | Turín     | József Kovács                    | 14,8                             | Erwin Wagner                     | Holger Albrechtsen               |
| 1938 | Paříž     | Donald Finlay                    | 14,3                             | Håkan Lidman                     | Reindert Brasser                 |
| 1946 | Oslo      | Håkan Lidman                     | 14,6                             | Hippolyte Braekman               | Väinö Suvivuo                    |
| 1950 | Brusel    | André-Jacques Marie              | 14,6                             | Ragnar Lundberg                  | Peter Hildreth                   |
| 1954 | Bern      | Jevgenij Bulančik                | 14,4                             | Jack Parker                      | Berthold Steines                 |
| 1958 | Stockholm | Martin Lauer                     | 13,7                             | Stanko Lorger                    | Anatolij Michajlov               |
| 1962 | Bělehrad  | Anatolij Michajlov               | 13,8                             | Giovanni Cornacchia              | Nikolaj Berezuckij               |
| 1966 | Budapešť  | Eddy Ottoz                       | 13,7                             | Hinrich John                     | Marcel Duriez                    |
| 1969 | Athény    | Eddy Ottoz                       | 13,5                             | David Hemery                     | Alan Pascoe                      |
| 1971 | Helsinky  | Frank Siebeck                    | 14,00                            | Alan Pascoe                      | Lubomír Nádeníček                |
| 1974 | Řím       | Guy Drut                         | 13,40                            | Mirosław Wodzyński               | Leszek Wodzyński                 |
| 1978 | Praha     | Thomas Munkelt                   | 13,54                            | Jan Pusty                        | Arto Bryggare                    |
| 1982 | Athény    | Thomas Munkelt                   | 13,41                            | Andrej Prokofjev                 | Arto Bryggare                    |
| 1986 | Stuttgart | Stéphane Caristan                | 13,20                            | Arto Bryggare                    | Carlos Sala                      |
| 1990 | Split     | Colin Jackson                    | 13,18                            | Tony Jarrett                     | Dietmar Koszewski                |
| 1994 | Helsinky  | Colin Jackson                    | 13,08                            | Florian Schwarthoff              | Tony Jarrett                     |
| 1998 | Budapešť  | Colin Jackson                    | 13,02 RM                         | Falk Balzer                      | Robin Korving                    |
| 2002 | Mnichov   | Colin Jackson                    | 13,11                            | Staņislavs Olijars               | Artur Kohutek                    |
| 2006 | Göteborg  | Staņislavs Olijars               | 13,24                            | Thomas Blaschek                  | Andy Turner                      |
| 2010 | Barcelona | Andy Turner                      | 13,28                            | Garfield Darien                  | Dániel Kiss                      |
| 2012 | Helsinky  | Sergej Šubenkov                  | 13,16                            | Garfield Darien                  | Artur Noga                       |
| 2014 | Curych    | Sergej Šubenkov                  | 13,19                            | William Sharman                  | Pascal Martinot-Lagarde          |
| 2016 | Amsterdam | Dimitri Bascou                   | 13,25                            | Balázs Baji                      | Wilhem Belocian                  |
| 2018 | Berlín    | Pascal Martinot-Lagarde          | 13,17                            | Sergej Šubenkov                  | Orlando Ortega                   |
| 2020 | Paříž     | zrušeno kvůli pandemii covidu-19 | zrušeno kvůli pandemii covidu-19 | zrušeno kvůli pandemii covidu-19 | zrušeno kvůli pandemii covidu-19 |
| 2022 | Mnichov   | Asier Martínez                   | 13,14                            | Pascal Martinot-Lagarde          | Jen Kwaou-Mathey                 |
| 2024 | Řím       | Lorenzo Simonelli                | 13,05                            | Enrique Llopis                   | Jason Joseph                     |

## Ženy
- 80 m překážek - od roku 1938

| Rok  | Místo     | Zlato                  | Výkon vítěze | Stříbro              | Bronz                           |
| ---- | --------- | ---------------------- | ------------ | -------------------- | ------------------------------- |
| 1938 | Vídeň     | Claudia Testoni        | 11,6         | Lisa Geliusová       | Kitty Braakeová                 |
| 1946 | Oslo      | Fanny Blankers-Koenová | 11,8         | Jelena Gokieliová    | Valentina Fokinová              |
| 1950 | Brusel    | Fanny Blankers-Koenová | 11,1         | Maureen Gardnerová   | Micheline Ostermeyerová         |
| 1954 | Bern      | Marija Golubničaja     | 11,0         | Annelise Seonbuchner | Pam Seaborne                    |
| 1958 | Stockholm | Galina Bystrovová      | 10,9         | Zenta Koppová        | Gisela Birkemeyerová            |
| 1962 | Bělehrad  | Teresa Ciepły          | 10,6         | Karin Balzerová      | Erika Fischová Maria Piątkowská |
| 1966 | Budapešť  | Karin Balzerová        | 10,7         | Karin Frischová      | Elżbieta Bednareková            |

- 100 m překážek - od roku 1969

| Rok  | Místo     | Zlato                            | Výkon vítěze                     | Stříbro                            | Bronz                            |
| ---- | --------- | -------------------------------- | -------------------------------- | ---------------------------------- | -------------------------------- |
| 1969 | Athény    | Karin Balzerová                  | 13,29                            | Bärbel Podeswaová                  | Teresa Nowaková                  |
| 1971 | Helsinky  | Karin Balzerová                  | 12,94                            | Annelie Ehrhardtová                | Teresa Sukniewiczová             |
| 1974 | Řím       | Annelie Ehrhardtová              | 12,66                            | Annerose Fiedlerová                | Teresa Nowaková                  |
| 1978 | Praha     | Johanna Klierová                 | 12,62                            | Taťjana Anisimovová                | Gudrun Berendová                 |
| 1982 | Athény    | Lucyna Kałeková                  | 12,45                            | Jordanka Donkovová                 | Kerstin Knabeová                 |
| 1986 | Stuttgart | Jordanka Donkovová               | 12,38                            | Cornelia Oschkenatová              | Ginka Zagorčevová                |
| 1990 | Split     | Monique Éwanjé-Épée              | 12,79                            | Gloria Siebertová                  | Lidiya Yurkova                   |
| 1994 | Helsinky  | Svetla Dimitrovová               | 12,72                            | Julija Graudynová                  | Jordanka Donkovová               |
| 1998 | Budapešť  | Svetla Dimitrovová               | 12,56                            | Brigita Bukovecová                 | Irina Korotjaová                 |
| 2002 | Mnichov   | Glory Alozieová                  | 12,73                            | Olena Krasovská                    | Jana Kasovová                    |
| 2006 | Göteborg  | Susanna Kallurová                | 12,59                            | Derval O'Rourkeová Kirsten Bolmová | neudělena                        |
| 2010 | Barcelona | Nevin Yanitová                   | 12,63                            | Derval O'Rourkeová                 | Carolin Nytraová                 |
| 2012 | Helsinky  | Alina Talajová                   | 12,91                            | Jekatěrina Poplavská               | Beate Schrottová                 |
| 2014 | Curych    | Tiffany Porterová                | 12,76                            | Cindy Billaudová                   | Cindy Rolederová                 |
| 2016 | Amsterdam | Cindy Rolederová                 | 12,62                            | Alina Talajová                     | Tiffany Porterová                |
| 2018 | Berlín    | Elvira Hermanová                 | 12,67                            | Pamela Dutkiewiczová               | Cindy Rolederová                 |
| 2020 | Paříž     | zrušeno kvůli pandemii covidu-19 | zrušeno kvůli pandemii covidu-19 | zrušeno kvůli pandemii covidu-19   | zrušeno kvůli pandemii covidu-19 |
| 2022 | Mnichov   | Pia Skrzyszowská                 | 12,53                            | Luca Kozáková                      | Ditaji Kambundjiová              |
| 2024 | Řím       | Cyréna Sambaová-Mayelaová        | 12,31 RM                         | Ditaji Kambundjiová                | Pia Skrzyszowská                 |